# スラットアーマー

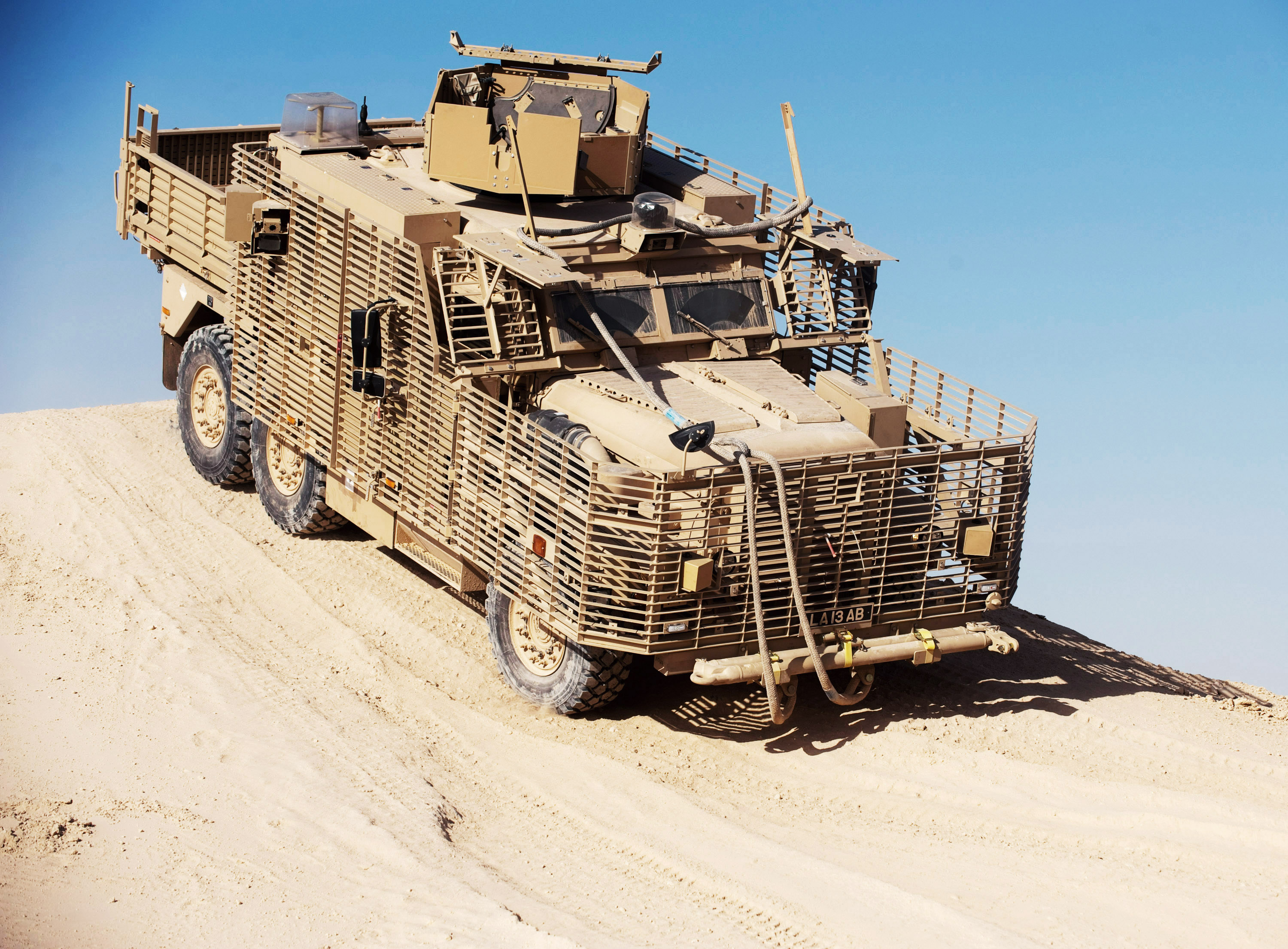
スラットアーマーを装着したウルフハウンド

スラットアーマー（英語: slat armor）は、対戦車誘導ミサイル（英語: anti-tank guided missile, ATGM）やロケット推進擲弾（RPG）で使用される、対戦車榴弾（HEAT：high-explosive anti-tank）の攻撃を防御するために開発された車両装甲の一種である。

## 効果
スラットアーマーは、車両主要部を取り囲むように設置されたスラット状の鉄格子で、これに弾頭が当たると衝撃で形状が変わり信管が破損し、起爆を阻止する。だが、スラットアーマーは、飛来するミサイルには最適だが、完全な安全性を保つことはできない。ミサイルの50パーセントは、防ぐことができないとされている。スラットアーマーは、スラットの間隔が飛来する対戦車誘導ミサイル（HEAT）（通常85mmのRPG弾など）の直径に対して狭い場合に、より効果的に作動する可能性が高い。